# Puccinia kochiae
Puccinia kochiae är en svampart som beskrevs av Massee 1893. Puccinia kochiae ingår i släktet Puccinia och familjen Pucciniaceae.   Inga underarter finns listade i Catalogue of Life.